# Ilaria Garzaro
Ilaria Garzaro (née le 29 septembre 1986 à Noventa Vicentina, dans la province de Vicence, en Vénétie) est une joueuse italienne de volley-ball. Elle mesure 1,89 m et joue au poste de centrale. Elle totalise 82 sélections en équipe d'Italie.

## Clubs
| Club                | Pays   | De        | À         |
| ------------------- | ------ | --------- | --------- |
| Riviera Barbarano   | Italie | 2000-2001 | 2000-2001 |
| Club Italia         | Italie | 2001-2002 | 2003-2004 |
| Volley 2002 Forlì   | Italie | 2004-2005 | 2006-2007 |
| Scavolini Pesaro    | Italie | 2007-2008 | 2009-2010 |
| Tiboni Urbino       | Italie | 2010-2011 | 2011-2012 |
| Asystel MC Carnaghi | Italie | 2012-2013 | 2012-2013 |
| Busto Arsizio       | Italie | 2013-2014 | …         |

## Palmarès

### Équipe nationale
- Championnat d'Europe des moins de 18 ans
  - Finaliste : 2003.

### Clubs
- Coupe de la CEV
  - Vainqueur :  2008, 2011.
- Championnat d'Italie
  - Vainqueur : 2008, 2009, 2010.
- Coupe d'Italie
  - Vainqueur : 2009, 2013.
- Supercoupe d'Italie
  - Vainqueur : 2008, 2009.
  - Finaliste : 2012.

### Récompenses individuelles
- Championnat d'Europe féminin de volley-ball des moins de 18 ans 2003: Meilleure contreuse.